# Anthidium brevithorace
Anthidium brevithorace är en biart som beskrevs av Warncke 1982. Anthidium brevithorace ingår i släktet ullbin, och familjen buksamlarbin. Inga underarter finns listade i Catalogue of Life.